# Farsetia aegyptia
Farsetia aegyptia är en korsblommig växtart som beskrevs av Antonio Turra. Farsetia aegyptia ingår i släktet Farsetia och familjen korsblommiga växter.

## Underarter
Arten delas in i följande underarter:
- F. a. aegyptia
- F. a. edgeworthii